# Peacehaven
Peacehaven este un oraș în comitatul East Sussex, regiunea South East, Anglia. Orașul se află în districtul Lewes. 